# Gomesa barkeri
Gomesa barkeri là một loài thực vật có hoa trong họ Lan. Loài này được (Hook.) Rolfe mô tả khoa học đầu tiên năm 1901.

## Hình ảnh

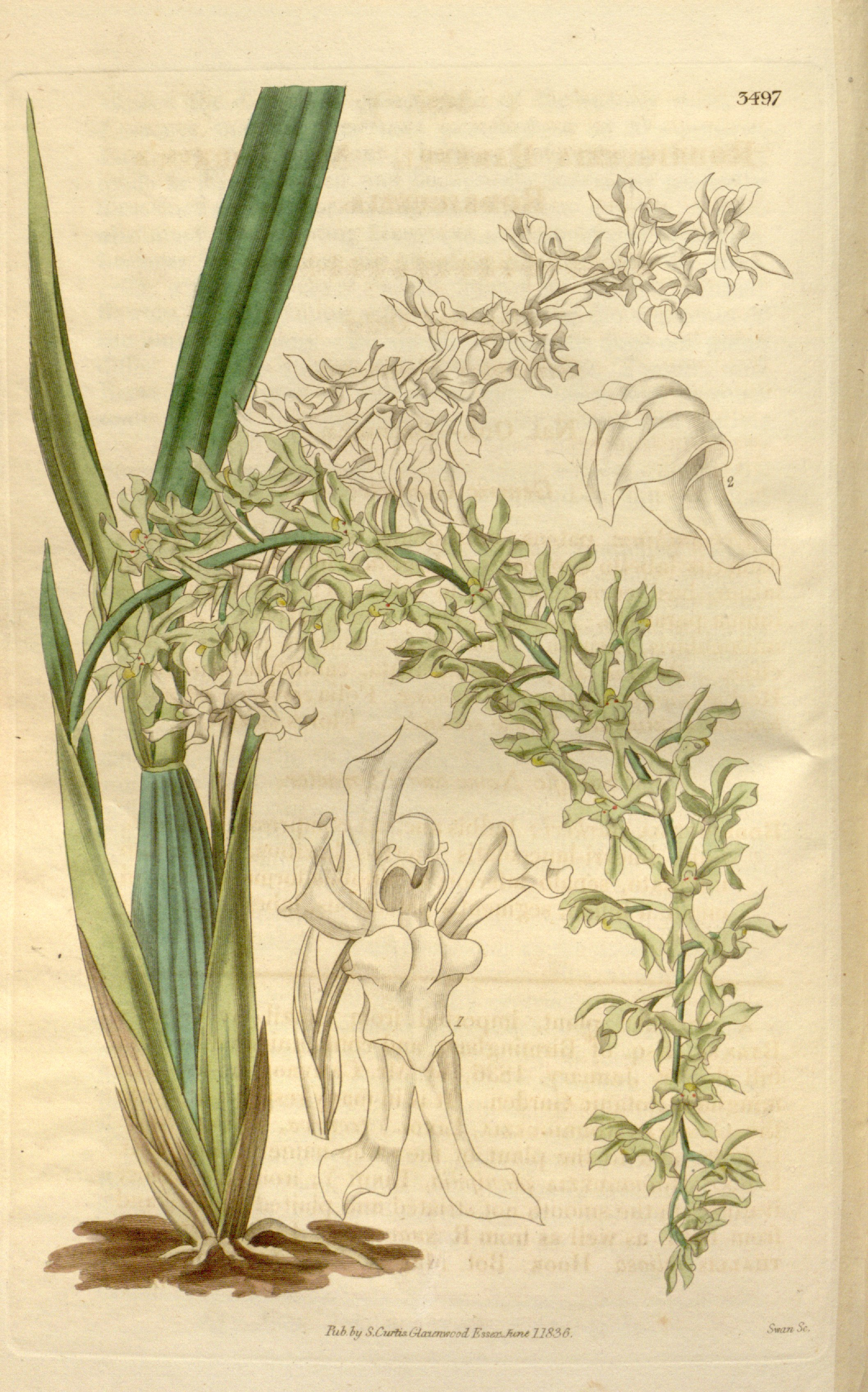